# Juan Guillermo Vivado
Juan Guillermo Diego Ricardo Vivado Portales (12 de abril de 1950) es un abogado, presentador de televisión y político chileno. Se desempeñó como concejal de la comuna de Ñuñoa, entre diciembre de 2016 y junio de 2021.

## Biografía
Hijo de Guillermo Vivado Forero y Lucy Portales Navarro. Es tataranieto del político chileno Diego Portales, considerado el organizador de la República.
Vivado estudió derecho en la Pontificia Universidad Católica de Chile, y se tituló de abogado el 18 de agosto de 1975. Trabajó en la Contraloría General de la República.
Casado con Anita Fuenzalida Puig-Mir, tuvo cuatro hijos: Carolina, Francisca, Juan Guillermo y Fernanda.

## Carrera mediática
A los 18 años debutó en Radio Balmaceda, en el programa La juventud dialoga. En 1978 animó el Festival de El Quisco, donde fue Carlos Humeres, quien trabajaba en televisión le ofreció conducir el programa Hits musicales de Canal 9, de efímera existencia.
Entre 1979 y 1982 condujo 525 líneas en Canal 11, estación donde comenzó como lector de noticias en Teleonce Noticias y En directo.
En 1984 emigra a Televisión Nacional de Chile (TVN), donde fue lector de los noticieros 60 minutos, TVNoticias y Noticias. En la señal estatal también fue el presentador del programa periodístico Informe especial.
Asimismo, en 1991 fue presentador del programa A propósito, un programa de conversación también emitido por TVN, en donde por primera vez se presentó el grupo La Ley, donde mostraban los éxitos del grupo The Rolling Stones. En aquella ocasión el grupo cantó junto a Andrea Tessa la canción «Angie», la que después les abrió el camino a la fama.[cita requerida]
Durante la década de 1990 también fue presentador en Chilevisión y Canal 13.

## Carrera política
Pero antes le dieron ofertas para ser candidato a diputado en la Concertación y la Alianza por Chile pero en las elecciones parlamentarias de 2005 fue candidato a diputado por el distrito 21 (que agrupa a las comunas de Ñuñoa y Providencia), sin embargo no resultó elegido.
En las elecciones municipales de 2016 se presentó como candidato a concejal por la comuna de Ñuñoa, siendo elegido. Asumió el 6 de diciembre de ese año.

## Programas de televisión
| Año(s)           | Programa               | Canal(es)           |
| ---------------- | ---------------------- | ------------------- |
| 1979-1982 y 1995 | 525 líneas             | Canal 11            |
| 1980-1982        | Teleonce Noticias      | Canal 11            |
| 1982-1983        | En directo             | Canal 11            |
| 1984-1988        | 60 minutos             | Televisión Nacional |
| 1988-1989        | TVNoticias             | Televisión Nacional |
| 1989-1990        | Noticias               | Televisión Nacional |
| 1984-1993        | Informe especial       | Televisión Nacional |
| 1985-1993        | Aquí, Hotel O'Higgins  | Televisión Nacional |
| 1988-1990        | Miss Chile             | Televisión Nacional |
| 1993             | Usted decide           | Televisión Nacional |
| 1994             | Hablemos de televisión | Televisión Nacional |
| 1994             | La mañana diferente    | Chilevisión         |
| 1995-1996        | Y nos dieron las diez  | Chilevisión         |
| 1996             | La carrera del saber   | Chilevisión         |
| 1996-1997        | Puertas adentro        | Chilevisión         |
| 1997-1998        | Noche de ronda         | Canal 13            |
| 1997             | Decisión '97           | Canal 13            |

## Historial electoral

### Elecciones parlamentarias de 2005
- Elecciones parlamentarias de 2005 a diputado por el distrito 21 (Ñuñoa y Providencia), Región Metropolitana[5]

| Candidato                       | Pacto                    | Partido | Votos  | %     | Resultado |
| ------------------------------- | ------------------------ | ------- | ------ | ----- | --------- |
| Marcela Cubillos Sigall         | Alianza                  | UDI     | 51 749 | 29,02 | Diputada  |
| Jorge Burgos Varela             | Concertación Democrática | PDC     | 48 683 | 27,30 | Diputado  |
| Juan Guillermo Vivado Portales  | Alianza                  | RN      | 34 782 | 19,51 |           |
| Patricia Silva Meléndez         | Concertación Democrática | PS      | 28 980 | 16,25 |           |
| Jaime Gajardo Falcón            | Juntos Podemos Más       | PC      | 7595   | 4,26  |           |
| Juan Carlos Gálvez Galleguillos | Juntos Podemos Más       | PH      | 6.526  | 3,66  |           |

### Elecciones municipales de 2016
- Elecciones municipales de 2016, para el concejo municipal de Ñuñoa[6]

| Candidato                      | Pacto                 | Partido | Votos | %    | Resultado |
| ------------------------------ | --------------------- | ------- | ----- | ---- | --------- |
| Guido Benavides Araneda        | Chile Vamos           | RN      | 5139  | 8,75 | Concejal  |
| Juan Guillermo Vivado Portales | Chile Vamos           | Ind.    | 4332  | 7,37 | Concejal  |
| Paula Mendoza Bravo            | Nueva Mayoría         | PS      | 4097  | 6,97 | Concejal  |
| Jaime Castillo Soto            | Nueva Mayoría         | DC      | 2546  | 4,33 | Concejal  |
| Emilia Ríos Saavedra           | Cambiemos la Historia | RD      | 2537  | 4,32 | Concejal  |
| Julio Martínez Colina          | Chile Vamos           | UDI     | 2519  | 4,29 | Concejal  |
| Camilo Brodsky Bertoni         | Cambiemos la Historia | RD      | 2371  | 4,04 |           |
| José Luis Rosasco Zagal        | Chile Vamos           | RN      | 2349  | 4,00 | Concejal  |
| Alejandra Placencia Cabello    | Nueva Mayoría         | Ind.    | 2348  | 4,00 | Concejal  |
| Víctor Caro Olave              | Chile Vamos           | EVO     | 1924  | 3,27 |           |
| Jacqueline Saintard Vera       | Nueva Mayoría         | DC      | 1625  | 2,77 |           |
| Francis Foix Fuentealba        | Nueva Mayoría         | PS      | 1607  | 2,74 | Concejal  |
| Max Ferru Carrión              | Nueva Mayoría         | PC      | 1367  | 2,33 |           |
| Javiera Ramos González         | Nueva Mayoría         | PS      | 1350  | 2,30 |           |
| José Luis Sepúlveda Cornejo    | Cambiemos la Historia | RD      | 1076  | 1,83 |           |
| Patricia Hidalgo Goljedes      | Nueva Mayoría         | PPD     | 1063  | 1,81 | Concejal  |